# Vlag van Banffshire
De vlag van Banffshire is de vlag van het Schotse graafschap Banffshire. De vlag werd op 28 oktober 2023 geregistreerd bij het Flag Institute. Het ontwerp was van Ellie Stewart.

## Geschiedenis
Op 24 januari 2023 kondigde de Banffshire Lieutenancy een wedstrijd aan om een vlag voor het graafschap te krijgen. De wedstrijd ging op 27 februari van start en duurde vier weken, samen met een soortgelijke wedstrijd in het naburige Moray. Beide wedstrijden sloten op 24 maart. De 424 inzendingen voor de wedstrijd werden eind april door een jury geselecteerd uit vier finalisten, die vanaf 27 juni tot en met 8 augustus konden stemmen. De maker van het winnende ontwerp hees de vlag tijdens een officiële openingsceremonie op 28 oktober in Castle Hill in Cullen.

## Ontwerp
Het blauw vertegenwoordigt de vele rivieren in het graafschap, samen met de zee die het noorden van Banffshire omspoelt. De boog over het blauw stelt de iconische bruggen van het graafschap voor. Het goudgeel symboliseert zowel de oogst als de whisky. De zon is, in de woorden van de Lord Lieutenant, "een herinnering aan de glorieuze zonsondergangen en de natuur waarvan we kunnen genieten".